# Stylogaster banksi
Stylogaster banksi är en tvåvingeart som beskrevs av Aldrich 1930. Stylogaster banksi ingår i släktet Stylogaster och familjen stekelflugor. Inga underarter finns listade i Catalogue of Life.